# Liste des doyens de l'université de Rennes
Les quatre facultés de l'Université de Rennes ont vu plusieurs doyens se succéder à leurs têtes.

## Faculté de droit
- Charles Bonaventure Marie Toullier, 1811-1816
- Jacques-Joseph Corbière, 1817-1820
- Edmond Bodin, (???-1889)[1]
- Charles Turgeon, doyen en 1919[2]
- Pierre Bouzat (1950 - 1956)
- Roger Houin (dates manquantes mais probablement dans les années 1950/1960, l'avenue devant l'UFR à Rennes porte son nom)
- Yvon Loussouarn (1957-1963)
- Roger Percerou (1964-1970)

## Faculté de lettres
- Pierre Varin, 1839-1844
- Thomas Henri Martin, 1844-1880[3],[4]
- Joseph Loth, 1890 à 1910
- Georges Dottin, de 1911 à 1928
- Armand Rébillon, élu doyen honoraire de la faculté des lettres de Rennes le 7 juillet 1937[5].
- Georges Colas, de 1939 à 1941

- André Loyen, de 1945 à 1947

- Gilbert Mayer de 1947 à 1949[6]

- Pierre Merlat, de 1957 à 1959[7]
- René Marache, de 1962 à 1969

## Faculté de sciences
- Félix Dujardin, 1840 - 1842

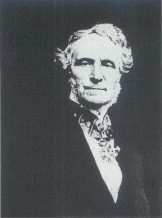
Faustino Malaguti, doyen de 1855 à 1866

- François-Auguste Morren, 1842 - 1854
- Faustino Malaguti, 1855 - 1866
- Athanase Dupré, 1866 - 1869
- Simon Sirodot, 1869 - 1894
- Georges Lechartier, 1894 - 1903[8]
- Georges Moreau, 1903 - 1935[9]
- Albert Bouzat, 1935 - 1940
- Yves Milon, 1940 - 1949
- Robert Tréhin, 1950 - 1956
- Max Schmitt, 1957 - 1958